# Jealous Ones Still Envy (J.O.S.E.)
Jealous Ones Still Envy (J.O.S.E.) – czwarty studyjny album amerykańskiego rapera Fat Joego. Tytuł nawiązuje do drugiego albumu tegoż rapera - Jealous One's Envy. "Krążek" zadebiutował na 37. miejscu notowania Billboard 200 i 21. miejsce kilka miesięcy później w oparciu o tygodniowy wzrost sprzedaży i zdobył platynę w Stanach Zjednoczonych. Album sprzedano w ilości 945.000 egzemplarzy do czerwca 2010 roku.

## Lista utworów
| Nr | Tytuł                                | Producent(ci)            | Goście                                   |
| -- | ------------------------------------ | ------------------------ | ---------------------------------------- |
| 1  | "Intro"                              | LV & Sean Cane           | *Interludium*                            |
| 2  | "J.O.S.E."                           | Psycho Les               |                                          |
| 3  | "King of N.Y."                       | Cool & Dre               | Buju Banton                              |
| 4  | "Opposites Attract (What They Like)" | Self                     | Remy Ma                                  |
| 5  | "Definition of a Don"                | The Alchemist            | Remy Ma                                  |
| 6  | "My Lifestyle"                       | Buckwild                 |                                          |
| 7  | "We Thuggin'"                        | Ron G                    | R. Kelly                                 |
| 8  | "Fight Club"                         | Reef                     | M.O.P., Petey Pablo                      |
| 9  | "What's Luv?"                        | Chinky, Irv Gotti        | Ashanti, Ja Rule                         |
| 10 | "He's Not Real (Intro)"              |                          | *Interludium*                            |
| 11 | "He's Not Real"                      | Richard Frierson         | Prospect, Remy Ma                        |
| 12 | "The Fuck Up (Interlude)"            |                          | *Interludium*                            |
| 13 | "Get the Hell on with That"          | Bink                     | Armageddon, Ludacris                     |
| 14 | "It's O.K."                          | Sean Cane for The Hitmen |                                          |
| 15 | "Murder Rap"                         | Rockwilder               | Armageddon                               |
| 16 | "The Wild Life"                      | DJ Nasty & LVM           | Prospect, Xzibit                         |
| 17 | "Still Real"                         | Buckwild                 |                                          |
| 18 | "We Thuggin' (Remix)"                | Ron G                    | Busta Rhymes, Noreaga, R. Kelly, Remy Ma |

## Notowania albumu
| Lista (2001)                          | Pozycja |
| ------------------------------------- | ------- |
| U.S. Billboard 200                    | 21      |
| U.S. Billboard Top R&B/Hip-Hop Albums | 6       |

## Notowania singli
We Thuggin
| Lista                            | Pozycja |
| -------------------------------- | ------- |
| Hot Rap Singles                  | 7       |
| Rhytmic Top 40                   | 4       |
| Hot R&B/Hip-Hop Singles & Tracks | 5       |
| Billboard Hot 100                | 15      |
| Top 40 Tracks                    | 33      |

What's Luv?
| Lista                            | Pozycja |
| -------------------------------- | ------- |
| Canadian Singles Chart           | 12      |
| Hot R&B/Hip-Hop Singles & Tracks | 3       |
| Hot Rap Singles                  | 5       |
| Hot Rap Tracks                   | 1       |
| Latin Tropical/Salsa Airplay     | 30      |
| Rhytmic Top 40                   | 1       |
| Billboard Hot 100                | 2       |
| Top 40 Mainstream                | 3       |
| Top 40 Tracks                    | 1       |
| UK Singles Chart                 | 4       |
| Danish Singles Chart             | 16      |